# Falcău, Suceava
Falcău (germană Falkeu) este un sat în comuna Brodina din județul Suceava, Bucovina, România. Este situat pe râul Suceava în Obcinile Bucovinei.

 Acest articol despre o localitate din județul Suceava este deocamdată un ciot. Puteți ajuta Wikipedia prin completarea lui.